# Cletodes pseudodissimilis
Cletodes pseudodissimilis is een eenoogkreeftjessoort uit de familie van de Cletodidae. De wetenschappelijke naam van de soort is voor het eerst geldig gepubliceerd in 1971 door Coull.